# Calamaria arcana
Calamaria arcana — вид неотруйних змій родини полозових (Colubridae). Описаний у 2022 році.

## Назва
Видовий епітет arcana походить з латинського прикметника «arcanus», що означає «прихований», «таємний». Це стосується того факту, що цей вид важко знайти, оскільки лише один екземпляр був виявлений під час тривалого дослідження на півдні Китаю.

## Поширення
Ендемік Китаю. Відомий з єдиного зразка, виявленого на схилах гори Дадуншань у провінції Гуандун на південному сході країни.